# Giarmata
Giarmata é uma comuna romena localizada no distrito de Timiș, na região histórica do Banato (parte da Transilvânia). A comuna possui uma área de 72.99 km² e sua população era de 6502 habitantes segundo o censo de 2011.

## População
| 2002 | 2011 |
| 5407 | 6502 |

## Património
- Fortaleza - século XIV-XV (época medieval)